# Pseudophoxinus hasani
Espèce
Statut de conservation UICN

 CR B1ab(i,ii,iii,v) : 
En danger critique
Pseudophoxinus hasani (Marqīyah spring minnow en anglais) est un poisson d'eau douce de la famille des Cyprinidae.

## Répartition
Pseudophoxinus hasani est endémique de Syrie où cette espèce ne se rencontre que dans le Nahr Marqīyah, rivière se jetant en Méditerranée.

## Description
La taille maximale connue pour Pseudophoxinus hasani est de 58 mm. Cette espèce se rencontre dans les eaux claires à végétation dense.

## Étymologie
Son nom spécifique, hasani, dérive de Nab'Hasan, l'endroit où prend sa source le Nahr Marqīyah.

## Publication originale
- Krupp, 1992 : Two new species of cyprinid fishes from the Mediterranean coastal drainage basin of Syria (Pisces: Osteichthyes: Cyprinidae). Senckenbergiana Biologica, vol. 72, n. 1/3, p. 19-25[5] (texte intégral).